# Mitsubishi Town Box
Mitsubishi Town Box (sprzedawany także jako Nissan Clipper Rio) – samochód osobowy typu kei-car produkowany przez japońską firmę Mitsubishi od roku 1999. Dostępny jako 5-drzwiowy minivan. Do napędu użyto silników R3 oraz R4. Napęd przenoszona jest na oś przednią (opcjonalnie AWD) poprzez 5-biegową manualną bądź 4-biegową automatyczną skrzynię biegów. Przez krótki okres dostępna była większa odmiana modelu - Town Box Wide.

## Dane produkcyjne
| Rok  | Wielkość produkcji   | Wielkość sprzedaży (Japonia) | Wielkość eksportu |
| ---- | -------------------- | ---------------------------- | ----------------- |
| 1998 | 2261                 | b/d                          |                   |
| 1999 | 14 421 3, 616 (Wide) | b/d                          | b/d               |
| 2000 | 8953 1441 (Wide)     | 8772 809 (Wide)              | – 664 (Wide)      |
| 2001 | 6662 2939 (Wide)     | 7357 79 (Wide)               | 420 2640 (Wide)   |
| 2002 | 4949                 | 5170                         | –                 |
| 2003 | 5561                 | 5430                         | –                 |
| 2004 | 4262                 | 4201                         | –                 |
| 2005 | 4143                 | 4171                         | –                 |
| 2006 | 3357                 | 3649                         | –                 |
| 2007 | 10 105               | 3696                         | –                 |
| 2008 | 8241                 | 3162                         | –                 |

(Źródła: Facts & Figures 2000, Facts & Figures 2005, Facts & Figures 2009, Mitsubishi Motors website)

## Galeria

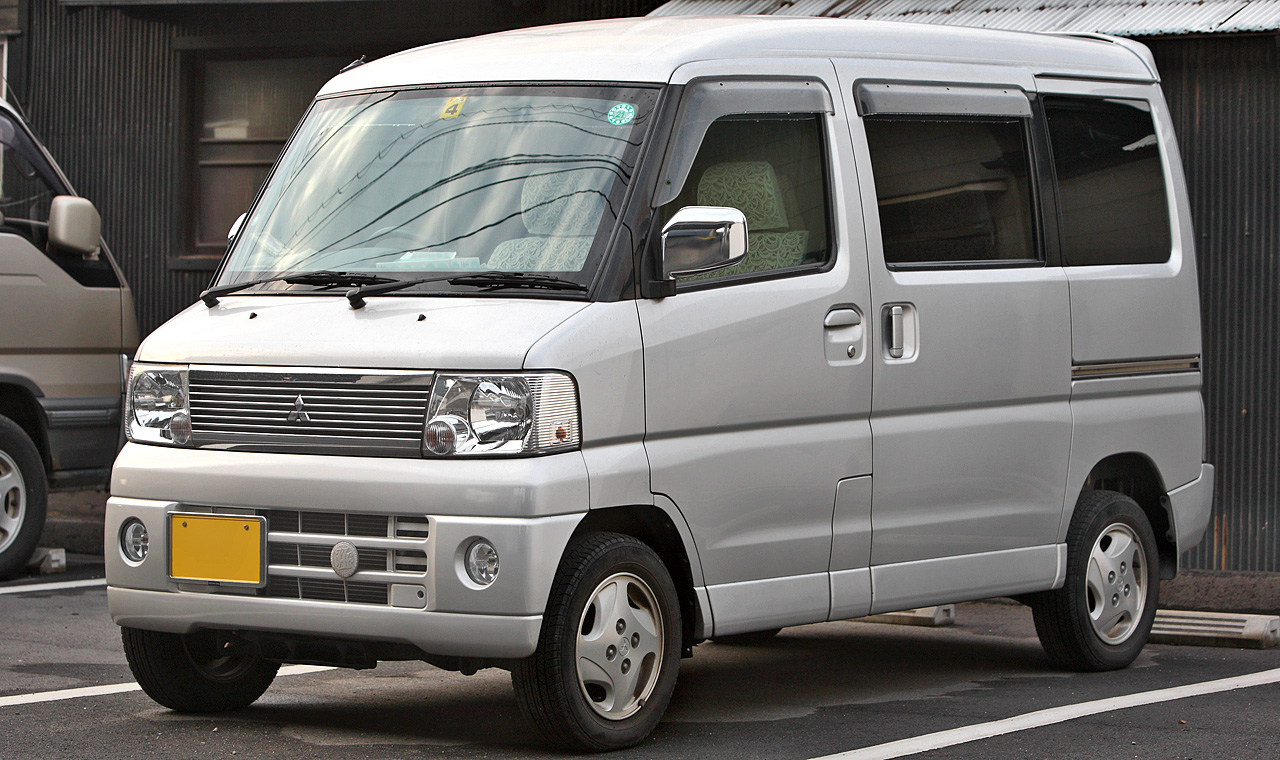
Mitsubishi Town Box Após pequenas mudanças
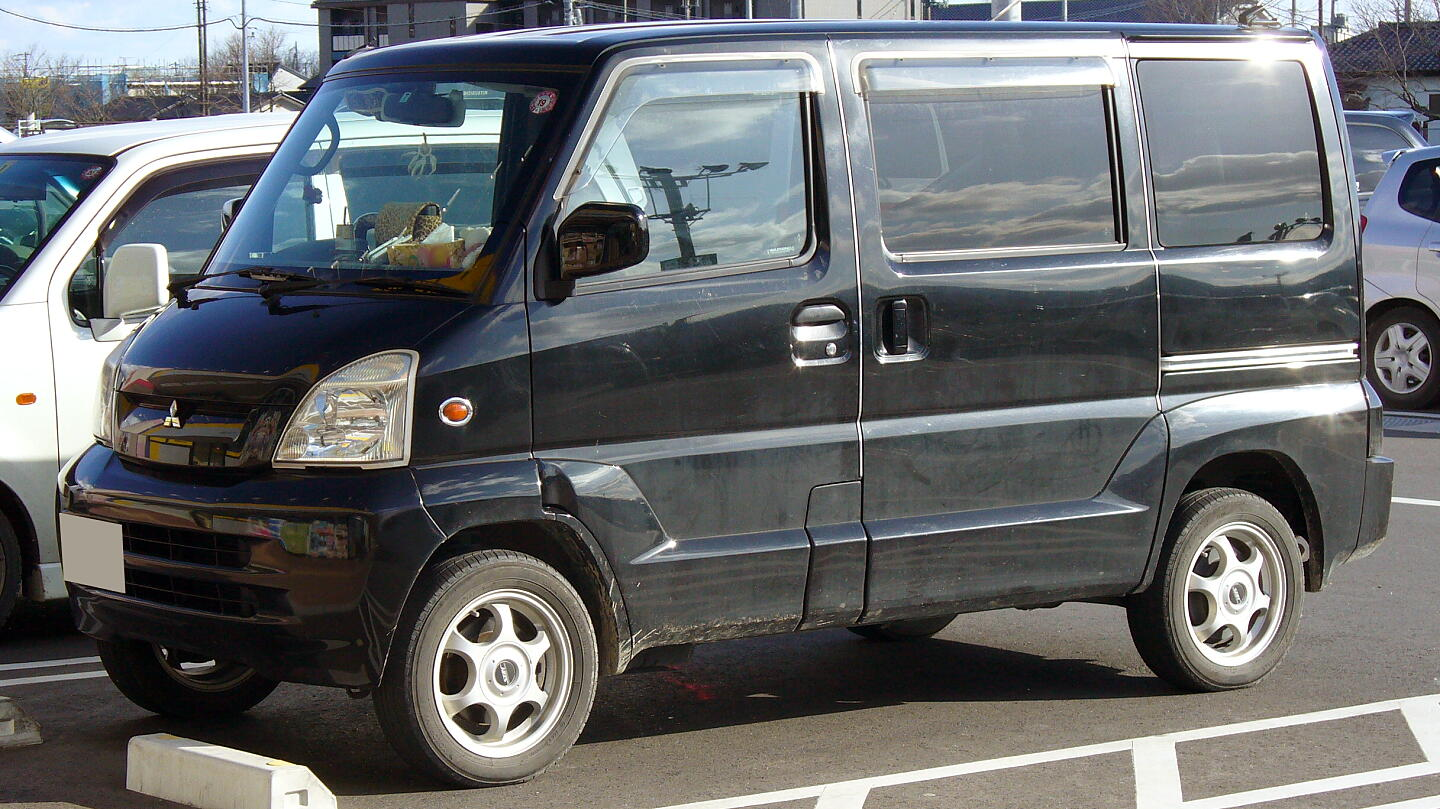
Mitsubishi Town Box Wide
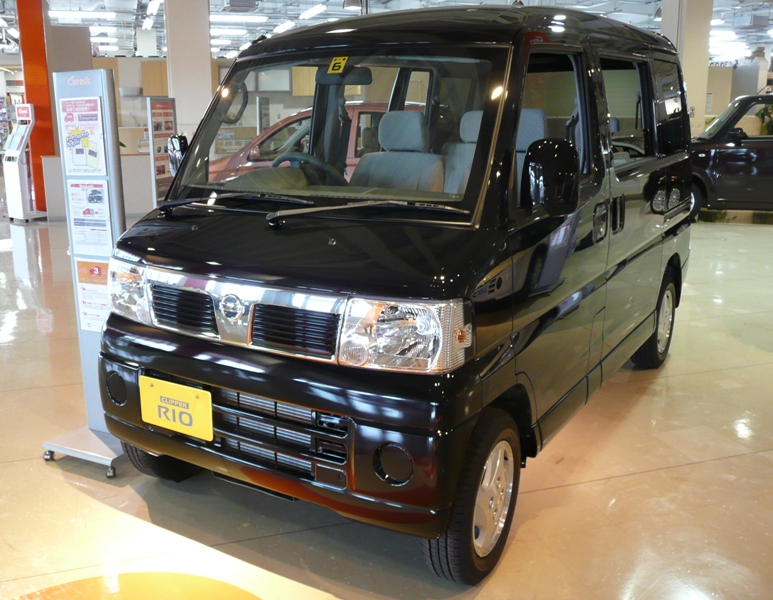
2007 Nissan Clipper Rio